# Okręg Épinal
Okręg Épinal (fr. Arrondissement d’Épinal) – okręg w północno-wschodniej Francji. Populacja wynosi 226 tysięcy.

## Podział administracyjny
W skład okręgu wchodzą następujące kantony:
- Bains-les-Bains,
- Bruyères,
- Charmes,
- Châtel-sur-Moselle,
- Darney,
- Dompaire,
- Épinal-Est,
- Épinal-Ouest,
- Monthureux-sur-Saône,
- Plombières-les-Bains,
- Rambervillers,
- Remiremont,
- Saulxures-sur-Moselotte,
- Thillot,
- Xertigny.